# Sommer-Paralympics 2012/Teilnehmer (Elfenbeinküste)
| stlisierte Goldmedaille | stlisierte Silbermedaille | stlisierte Bronzemedaille |
| ----------------------- | ------------------------- | ------------------------- |
| —                       | —                         | —                         |

Elfenbeinküste entsandte zu den Paralympischen Sommerspielen 2012 in London vier Sportler –  eine Frau und drei Männer.

## Teilnehmer nach Sportart

### Leichtathletik
| Athleten               | Wettbewerb | Vorlauf / Vorkampf | Vorlauf / Vorkampf | Halbfinale   | Halbfinale | Finale       | Finale | Rang |
| Athleten               | Wettbewerb | Zeit / Weite       | Rang               | Zeit / Weite | Rang       | Zeit / Weite | Rang   | Rang |
| ---------------------- | ---------- | ------------------ | ------------------ | ------------ | ---------- | ------------ | ------ | ---- |
| Männer                 |            |                    |                    |              |            |              |        |      |
| Kouame Jean-Luc Noumbo | 100 m T46  |                    |                    | –            | –          |              |        |      |
| Addoh Kimou            | 200 m T46  | 23,70 s            | 8                  | –            | –          |              |        |      |
| Kouame Jean-Luc Noumbo | 200 m T46  | DNF                |                    | –            | –          |              |        |      |
| Addoh Kimou            | 400 m T46  |                    |                    | –            | –          |              |        |      |

### Powerlifting (Bankdrücken)
| Athleten                      | Wettbewerb         | Gewicht | Rang |
| Frauen                        |                    |         |      |
| Carine Cynthia Amandine Tchei | Klasse bis 67,5 kg |         |      |
| Männer                        |                    |         |      |
| Alidou Diamoutene             | Klasse bis 52 kg   |         |      |